# Хуан Ескарре
Хуан Ескарре (ісп. Juan Escarré, 23 лютого 1969) — іспанський хокеїст на траві.
Учасник Олімпійських Ігор 1996, 2000, 2004 років. Срібний призер 1996 року.
Срібний призер Чемпіонату світу 1998 року.
Чемпіон Європи 2005 року.
Переможець Трофею чемпіонів 2004 року.
Переможець Виклику чемпіонів 2003 року.